# Nigeriaanse parlementsverkiezingen 2011
De Nigeriaanse parlementsverkiezingen van 2011 vonden op 9 april plaats en werden gewonnen door de regerende Peoples Democratic Party (PDP). In beide Kamers van de Nationale Vergadering (parlement) behield de partij een absolute meerderheid. 
Op 16 april 2011 vonden er presidentsverkiezingen plaats.

## Huis van Afgevaardigden
| Partij     | Partij                          | Zetels | %     |
| ---------- | ------------------------------- | ------ | ----- |
|            | People's Democratic Party       | 203    | 46,69 |
|            | All Nigeria Peoples Party       | 28     | 10,14 |
|            | Action Congress                 | 69     | 17,98 |
|            | Congress for Progressive Change | 38     | 14,73 |
|            | Accord                          | 5      | 1,17  |
|            | Labour Party                    | 8      | 3,44  |
|            | Democratic People's Party       | 1      | 1,71  |
|            | All Progressives Grand Alliance | 7      | 1,71  |
|            | People's Party of Nigeria       | 1      | 0,47  |
| Totaal     | Totaal                          | 360    |       |
| Bron: INEC |                                 |        |       |

## Senaat
| Partij    | Partij                          | Zetels | % |
| --------- | ------------------------------- | ------ | - |
|           | People's Democratic Party       | 71     |   |
|           | All Nigeria Peoples Party       | 7      |   |
|           | Action Congress                 | 18     |   |
|           | Congress for Progressive Change | 7      |   |
|           | Labour Party                    | 4      |   |
|           | Democratic People's Party       | 1      |   |
|           | All Progressives Grand Alliance | 1      |   |
| Totaal    | Totaal                          | 109    |   |
| Bron: IPU |                                 |        |   |